# (9041) Takane
(9041) Takane ist ein Asteroid des Hauptgürtels, der am 9. Februar 1991 von den japanischen Astronomen Satoru Ōtomo und Osamu Muramatsu an der Sternwarte in Kiyosato (IAU-Code 894) entdeckt wurde.
Benannt wurde er am 27. April 2002 nach der Stadt Takane in der Präfektur Yamanashi, dem Standort des Observatoriums an dem der Asteroid zum ersten Mal beobachtet wurde.